# Fumitaka Kitatani
Fumitaka Kitatani (født 18. august 1995) er en japansk fodboldspiller, som spiller for den japanske fodboldklub FC Gifu.